# Suddenly (chanson d'Ashley Tisdale)
Pour les articles homonymes, voir Suddenly.
Singles de Ashley Tisdale
Not Like That
(2008) So Much for You
(2008)
Pistes de Headstrong
Headstrong
Suddenly (Soudainement en anglais) est un single d'Ashley Tisdale issu de l'album Headstrong sorti au Brésil  le 22 février 2008 et en Allemagne le 2 mai 2008. La chanson a été écrite par Ashley Tisdale et Janice Robinson et produite par Guy Roche. Il s'agit d'une chanson lente, dont l'instrument principal est le piano.

## Crédits et personnels
- Chant: Ashley Tisdale

## Classement
| Classement en 2008 | Position |
| ------------------ | -------- |
| German Charts      | 45       |
| UK Singles Chart   | 198      |